# Michael Chabon
Œuvres principales
- Les Mystères de Pittsburgh
- Les Extraordinaires Aventures de Kavalier et Clay
- Le Club des policiers yiddish

Michael Chabon, né le 24 mai 1963 à Washington DC aux États-Unis, est un écrivain, essayiste et scénariste américain.

## Biographie
Michael Chabon a grandi à Columbia (Maryland) dans une famille juive, et est diplômé en art à l'université de Pittsburgh et en « écriture créative » à l'université de Californie à Irvine.
Ses parents se séparent alors qu'il n'a que sept ans, et de fait, les thèmes du divorce et de la monoparentalité sont profondément ancrés dans ses obsessions d'écrivain.
De la même manière, citoyen américain, il est de religion juive et le judaïsme est ainsi au centre de nombre de ses écrits (notamment Les Extraordinaires Aventures de Kavalier et Clay et Le club des policiers yiddish).
Enfin, la présence de personnages homosexuels (notamment les deux personnages principaux des Mystères de Pittsburgh) ont amené de nombreux journalistes à s'interroger sur son orientation sexuelle. Dans une réédition des Mystères de Pittsburgh, Michael Chabon a déclaré qu'il avait effectivement eu par le passé de telles relations. Pourtant il vit aujourd'hui avec sa femme Ayelet Waldman - elle-même écrivaine - et leurs quatre enfants, à Berkeley (Californie, États-Unis).
Michael Chabon collabore depuis quelques années avec le monde du cinéma. Un de ses romans, Des garçons épatants, a déjà été adapté pour l'écran en 2000 par le scénariste Steve Kloves, et réalisé par Curtis Hanson, sous le titre Wonder Boys. Michael Chabon a participé directement à l'écriture de Spider-Man 2 (2004), dont environ un tiers de l'histoire serait de son ressort. Enfin, il a lui-même adapté Les Extraordinaires Aventures de Kavalier et Clay pour le grand écran mais le projet n'a pas dépassé le stade de la pré-production. En 2009, il a révisé le script du film John Carter écrit par Andrew Stanton et Mark Andrews.
Le personnage de « l'Artiste de l'évasion » super héros de bande dessinée créé par Kavalier et Clay dans Les Extraordinaires Aventures de Kavalier et Clay, a donné lieu à la création de véritables bandes dessinées narrant ses aventures. Celles-ci ont reçu de nombreux prix aux États-Unis, notamment un prix Eisner de la meilleure anthologie en 2005.
Il est marié avec l'écrivaine Ayelet Waldman avec qui il a édité l'ouvrage collectif Un royaume d'olives et de cendres paru en 2017,. Les bénéfices du livre vont à une association non gouvernementale Breaking the Silence.

## Œuvres

### Romans
- Les Mystères de Pittsburgh, Fixot, coll. « Bleu noir », 1994 ((en) The Mysteries of Pittsburgh, 1988), trad. Marc Cholodenko  (ISBN 2-87645-032-1)Réédition, Robert Laffont, coll. « Pavillons poche », 2009 (ISBN 978-2-221-11222-9)
- Des garçons épatants, Robert Laffont, coll. « Pavillons », 1995 ((en) Wonder Boys, 1995), trad. Jean Colonna  (ISBN 2-221-08009-2)Réédition, Pocket no 10690, 1999 (ISBN 2-266-09455-6) ; réédition, Robert Laffont, coll. « Pavillons poche », 2010 (ISBN 978-2-221-12296-9)
- Les Extraordinaires Aventures de Kavalier et Clay, Robert Laffont, coll. « Pavillons », 2003 ((en) The Amazing Adventures of Kavalier & Clay, 2000), trad. Isabelle D. Philippe  (ISBN 2-221-09414-X)Réédition, 10/18, coll. « Domaine étranger » no 3683, 2004 (ISBN 2-264-03873-X)
- (en) Summerland, 2002
- La Solution finale, Robert Laffont, coll. « Pavillons », 2007 ((en) The Final Solution, 2004), trad. Isabelle D. Philippe  (ISBN 978-2-221-10499-6)Réédition revue et corrigée par la traductrice, Robert Laffont, coll. « Pavillons poche », 2014 (ISBN 978-2-221-14464-0)
- Le Club des policiers yiddish, Robert Laffont, coll. « Pavillons », 2009 ((en) The Yiddish Policemen's Union, 2007), trad. Isabelle D. Philippe  (ISBN 978-2-221-10879-6)Réédition, 10/18, coll. « Domaine étranger » no 4363, 2010 (ISBN 978-2-264-05044-1)
- Les Princes vagabonds, Robert Laffont, coll. « Pavillons », 2010 ((en) Gentlemen of the Road, 2007), trad. Isabelle D. Philippe  (ISBN 978-2-221-11111-6)Réédition, 10/18, coll. « Domaine étranger » no 4570, 2012 (ISBN 978-2-264-05425-8)
- Telegraph Avenue, Robert Laffont, coll. « Pavillons », 2014 ((en) Telegraph Avenue, 2012), trad. Isabelle D. Philippe  (ISBN 978-2-221-13309-5)Réédition, 10/18, coll. « Domaine étranger » no 5097, 2016 (ISBN 978-2-264-06596-4)
- Moonglow, Robert Laffont, coll. « Pavillons », 2018 ((en) Moonglow, 2016), trad. Isabelle D. Philippe  (ISBN 978-2-221-19912-1)Réédition, 10/18, coll. « Domaine étranger » no 5473, 2019 (ISBN 978-2-264-07349-5)

### Recueils de nouvelles
- Avenue de l'océan, Fixot, 1994 ((en) A Model World And Other Stories, 1991), trad. Marc Cholodenko  (ISBN 2-87645-100-X)
- Les Loups-garous dans leur jeunesse, Robert Laffont, coll. « Pavillons », 1999 ((en) Werewolves In Their Youth, 1999), trad. Michèle Albaret-Maatsch  (ISBN 2-221-08866-2)Réédition, Robert Laffont, coll. « Pavillons poche », 2010 (ISBN 978-2-221-11604-3)

### Recueils d'essais
- (en) Maps and Legends, 2008
- (en) Manhood for Amateurs, 2009
- (en) Pops: Fatherhood in Piece, 2018

### Anthologie
- McSweeney's méga-anthologie d'histoires effroyables, Gallimard, coll. « Du monde entier », 2008 ((en) McSweeney's Mammoth Treasury of Thrilling Tales, 2003), trad. Laurence Viallet  (ISBN 978-2-07-076908-7)Réédition partielle (seules les dix nouvelles d'imaginaires) sous le titre McSweeney's anthologie d'histoires effroyables, Gallimard, coll. « Folio SF » no 393, 2011 (ISBN 978-2-07-044127-3)

## Récompenses
- Prix Pulitzer 2001 pour Les Extraordinaires Aventures de Kavalier et Clay
- Prix Harvey 2005 de la meilleure nouvelle série, de la meilleure anthologie pour The Amazing Adventures of the Escapist
- Prix Nebula du meilleur roman 2007 pour Le Club des policiers yiddish
- Prix Sidewise 2007 pour Le Club des policiers yiddish
- Prix Hugo du meilleur roman 2008 pour Le Club des policiers yiddish
- Prix Locus du meilleur roman de science-fiction 2008 pour Le Club des policiers yiddish